# تپه زرگتن
تپه زرگتن مربوط به دوره پارت - دوره ساسانی - دوره اسلامی قرن ۶ تا ۸ ه.ق است و در شهرستان پیرانشهر، بخش مرکزی، دهستان پیران، محله روستایی زرگتن واقع شده است. این اثر در تاریخ ۳۰ دی ۱۳۸۵ با شمارهٔ ثبت ۱۶۸۳۱ به عنوان یکی از آثار ملی ایران به ثبت رسیده است.